# Phia Sing
Chaleunsilp Phia Sing était un cuisinier royal et maître de cérémonie des rois du Laos, et à ce titre il travaillait au palais Royal de Luang Prabang. Il était également, selon Alan Davidson (en), "médecin, architecte, chorégraphe, sculpteur, peintre et poète".

## Biographie
Il fut le mentor des princes laotiens Souvanna Phouma et Souphanouvong, qu'il accompagna lors de leurs études à l'université de Hanoï (École supérieure de pédagogie) dans les années 1920.
Peu avant sa mort, Phia Sing consigna dans deux carnets les recettes qu'il utilisait en tant que chef. Il les confia au prince Souvanna Phouma, qui les prêta à Alan Davidson en 1974. Davidson a publié certaines de ces recettes dans son ouvrage Fish and Fish Dishes of Laos en 1975, puis les a fait traduire intégralement par Phouangphet Vannithone et Boon Song Klausner. Elles ont été publiées dans une édition bilingue, illustrée par Thao Soun Vannithone, en 1981.

## Œuvre
Son livre contient près de 120 recettes (pas des recettes de la vie de tous les jours) et 318 pages de recettes et d'informations sur la cuisine laotienne. Phia Sing commence par présenter les habitudes alimentaires des Laotiens et leur attitude à l'égard de la nourriture (une grande partie est de nature médicinale et le gingembre, qui occupe une place centrale, revêt une signification rituelle, représentant l'or). Le livre possède aussi un glossaire de termes culinaires, des descriptions d'outils de cuisine, des types de riz, des termes de mesure, des croquis d'ingrédients, les noms laotiens et latins des espèces végétales et animales comestibles
Avec Manivong Khattignarath, il dessina les bas-reliefs  dorés sur les murs extérieurs de la salle du carrosse  de Vat Xieng Thong

### Quelques-unes de ses recettes
- Sai oua moo ou saucisse de porc, littéralement sai (intestin) oua (farci) moo (porc)

## Postérité
Ses recettes inspirent encore de nombreux chefs, dont des étoilés par le guide Michelin comme  Bee Satongun,

## Galerie

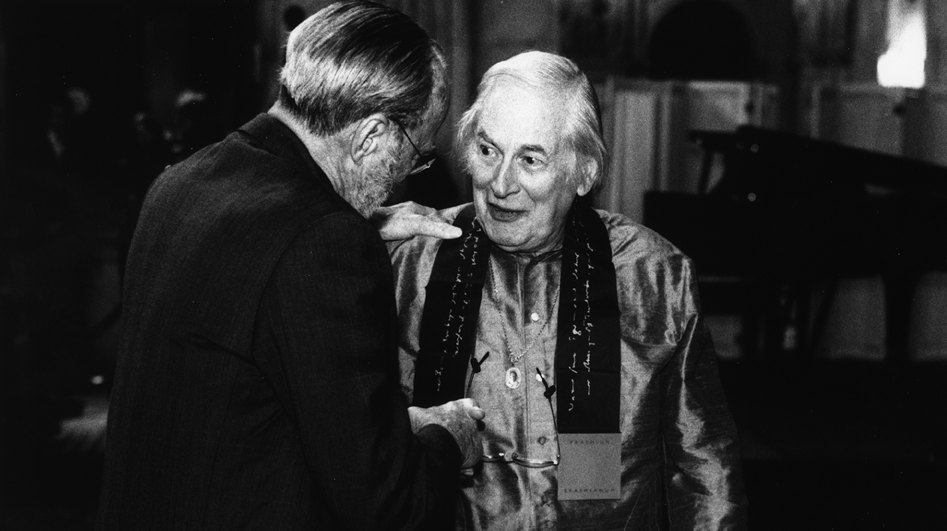
Alan Davidson (en), qui édita le livre de recettes de Phia Sing, lors de la réception de son prix Érasme en 2003.